# Armando da Silva Carvalho
Armando da Silva Carvalho (Olho Marinho, Óbidos, 28 de março de 1938 – Caldas da Rainha, 1 de junho de 2017) foi um poeta e tradutor português.
Licenciado em Direito, na Universidade de Lisboa, foi advogado, jornalista, professor do ensino secundário e publicitário. Colaborou na Antologia de Poesia Universitária, em 1959, juntamente com Ruy Belo, Fiama Hasse Pais Brandão, Luiza Neto Jorge, Gastão Cruz, entre outros, e também na Quadrante revista da Associação Académica da Faculdade de Direito de Lisboa, iniciada em 1958. Publicou Lírica Consumível em 1965, que marcou o início da sua obra poética e que lhe valeu o Prémio Revelação da Sociedade Portuguesa de Autores. A sua escrita é marcada por um timbre de mordacidade, sarcasmo e figurações da pulsão sexual. Das obras de ficção salienta Portuguex, publicada em 1977. Desde a década de 1960 colaborou em inúmeros jornais e revistas (Diário de Lisboa, Jornal de Letras, O Diário, Poemas Livres, Colóquio-Letras, Hífen, As Escadas Não Têm Degraus, Sílex, Nova, Via Latina, Loreto 13, entre outras). Foi incluido na IV Líricas Portuguesas, em 1969, antologia poética organizada por António Ramos Rosa e desde então tem estado representado na generalidade das antologias de poesia portuguesa.
Morreu a 1 de junho de 2017, no Montepio Rainha D. Leonor, nas Caldas da Rainha, aos 79 anos de idade, vítima de cancro.

## Poesia
- 1965 Lírica Consumível (Prémio de Revelação da APE)
- 1968 O Comércio dos Nervos
- 1969 Os Ovos d'Oiro
- 1976 Antologia Poética
- 1977 Eu era desta Areia
- 1977 Armas Brancas
- 1979 Técnicas de Engate
- 1981 Sentimento de um Acidental
- 1983 Alexandre Bissexto
- 1995 Canis Dei (Prémio Pen Club ex-aequo)
- 1998 Obra Poética
- 2000 Lisboas (Prémio Luís Miguel Nava)
- 2001 Três Vezes Deus (em colaboração com Ana Marques Gastão e António Rego Chaves)
- 2005 Sol a Sol
- 2009 O Amante Japonês (Grande Prémio de Poesia APE/CTT 2008)
- 2010 Anthero, Areia & Água
- 2012 De Amore
- 2016 A sombra do mar (Prémio Literário Casino da Póvoa 2017; 1.º Grande Prémio de Poesia António Feijó - APE/CM Ponte de Lima; Prémio PEN Clube na categoria de poesia; Prêmio Literário Fundação Inês de Castro)

## Prosa
- 1972 O Alicate
- 1976 O Uso e o Abuso
- 1977 Portuguex
- 2001 A Vingança de Maria de Noronha (menção honrosa do Prémio Cidade de Lisboa)
- 1994 Em Nome da Mãe
- 2001 O Homem que sabia a Mar (Prémio Fernando Namora)
- 2003 O Menino ao Colo. Momentos, Falas, Lugares do Sublime Santo António
- 2004 Elena e as Mãos dos Homens
- 2006 O Livro do Meio (com Maria Velho da Costa)

## Traduções
- Entre as suas traduções mais relevantes, devem citar-se obras de Samuel Beckett, Marguerite Duras, Andrei Andreevich Voznesensky, Jean Genet, E. E. Cummings ou Stéphane Mallarmé.

- Está traduzido em castelhano, russo, francês, inglês, sueco, letão, alemão, italiano e neerlandês.